# Nataliya Tobias
Nataliya Tobias (Serov (Rusia), 22 de noviembre de 1980) es una atleta ucraniana de origen ruso, especializada en la prueba de 1500 m en la que llegó a ser medallista de bronce olímpica en 2008.

## Carrera deportiva
En los JJ. OO. de Pekín 2008 ganó la medalla de bronce en los 1500 metros, con un tiempo de 4:01.78 segundos, llegando a meta tras la keniana Nancy Jebet Lagat y su compatriota la también ucraniana Iryna Lishchynska.